# Eduard von Derenthall
Kurt Eduard von Derenthall (* 18. Januar 1835 in Butow, Kreis Saatzig; † 8. Mai 1919 in Berlin) war Jurist, kaiserlich deutscher Gesandter und Politiker.

## Familie
Er entstammt der Bürgermeisterfamilie Derenthall aus Höxter an der Weser und war der Sohn des Gutsbesitzers und königlich preußischen Majors Albert von Derenthall (1795–1881), Gutsherr auf den pommerschen Gütern Butow im Kreis Saatzig und Pustamin im Kreis Schlawe, und der Luise von der Marwitz (1809–1895).
Derenthall heiratete 12. Oktober 1878 im Haag (Niederlande) Luise du Bois (* 16. Mai 1853 in Brüssel, Belgien; † 7. Juni 1941 in Kreitzig, Pommern), die Tochter des königlich niederländischen Gesandten Henri Charles du Bois und der Emma Friedrike John. Aus dieser Ehe stammen mindestens zwei Kinder. Seine Tochter Emma Viktoria (* 1880; † 1960) heiratete den pommerschen Rittergutsbesitzer und Landrat Rüdiger von der Goltz.
Der General Otto von Derenthall ist sein älterer Bruder.

## Leben
Derenthall begann seine Laufbahn 1859 als Regierungsreferendar in Frankfurt (Oder), war 1864 bis 1865 Regierungsassessor in Berlin und Stettin (Pommern) und war ab 1866 in unterschiedlichen Funktionen im Auswärtigen Amt tätig. 1873 wurde er Legationsrat und ab 1876 Botschaftsrat in Rom. 1882 wurde er Generalkonsul in Alexandria (Ägypten) und war 1885 Erster Delegierter der Suez-Kanal-Kommission in Paris. Im Jahr 1886 wurde er Geheimer Legationsrat sowie Gesandter in Weimar und ab in Lissabon (Portugal). 1896 wurde er kaiserlicher Wirklicher Geheimrat und war ab 1897 bis 1903 Gesandter in Stuttgart. Im Sommer 1899 und 1900 übernahm er die Vertretung des Unterstaatssekretärs im Auswärtigen Amt. 
1903 wurde er vom König aus „allerhöchstem Vertrauen“ zum Mitglied des Preußischen Herrenhauses auf Lebenszeit ernannt, dem er bis 1918 angehörte. Derenthall war auch Rechtsritter des Johanniterordens.